# Naphrys bufoides
Naphrys bufoides là một loài nhện trong họ Salticidae.
Loài này thuộc chi Naphrys. Naphrys bufoides được Ralph Vary Chamberlin & Wilton Ivie miêu tả năm 1944.